# Болдри, Черит
Черит Болдри (англ. Cherith Baldry; род. 21 января 1947, Ланкастер, Великобритания) — английская писательница-фантаст, одна из соавторов серии книг «Коты-Воители» (вместе с Тай Сазерленд, Викторией Холмс и Кейт Кэри под общим псевдонимом Эрин Хантер).

## Биография
Черит Болдри родилась в Ланкастере, Великобритания.
Училась в Манчестерском университете, а затем в Оксфорде, в колледже Святой Анны.
Работала лектором и учителем. Была замужем за ныне покойным Питером Болдри, учёным. В этом браке у неё родились два сына: Уилл и Адам.
Ныне проживает в Рейгейте, графство Суррей, Великобритания.

## Работы

### Серия «Saga of the Six Worlds»
| Книга                                             | Год  |
| ------------------------------------------------- | ---- |
| The Book and the Phoenix (A Rush of Golden Wings) | 1989 |
| Hostage of the Sea (Rite of Brotherhood)          | 1990 |
| The Carpenter’s Apprentice                        | 1992 |
| Storm Wind                                        | 1994 |
| Cradoc’s Quest                                    | 1994 |

### Трилогия «Eaglesmount»
| Книга                | Год  |
| -------------------- | ---- |
| The Silver Horn      | 2001 |
| The Emerald Throne   | 2001 |
| The Lake of Darkness | 2004 |

### Серия «Abbey»
| Книга              | Год  |
| ------------------ | ---- |
| The Buried Cross   | 2004 |
| The Silent Man     | 2004 |
| The Scarlet Spring | 2004 |
| The Drowned Sword  | 2006 |

### Серия рассказов
| Рассказ     | Год  |
| ----------- | ---- |
| Истоки рек  | 1999 |
| Заплутавшие | 2001 |

### Серия «Коты-Воители»
Цикл «Воители»
| Книга                 | Цикл              | Дата            |
| --------------------- | ----------------- | --------------- |
| Лес секретов          | Воители           | 14 октября 2003 |
| Опасная тропа         | Воители           | 1 июня 2004     |
| Битва за лес          | Воители           | 5 октября 2004  |
| Полночь               | Новое пророчество | 10 мая 2005     |
| Восход луны           | Новое пророчество | 2 августа 2005  |
| Звёздный свет         | Новое пророчество | 4 апреля 2006   |
| Сумерки               | Новое пророчество | 22 августа 2006 |
| Закат                 | Новое пророчество | 26 декабря 2006 |
| Отверженные           | Сила трёх         | 22 апреля 2008  |
| Длинные тени          | Сила трёх         | 25 ноября 2008  |
| Восход солнца         | Сила трёх         | 21 апреля 2009  |
| Четвёртый оруженосец  | Знамение звёзд    | 24 ноября 2009  |
| Знамение Луны         | Знамение звёзд    | 5 апреля 2011   |
| Забытый воин          | Знамение звёзд    | 22 ноября 2011  |
| Солнечный путь        | Начало Племён     | 5 марта 2013    |
| Юность Грома          | Начало Племён     | 5 ноября 2013   |
| Сверкающая звезда     | Начало Племён     | 4 ноября 2014   |
| Приключения Ольхолапа | Видение Теней     | 15 марта 2016   |

Специальные издания
| Книга                    | Дата            |
| ------------------------ | --------------- |
| Миссия Огнезвёзда        | 21 августа 2007 |
| Судьба Небесного племени | 3 августа 2010  |
| Тайна Щербатой           | 9 октября 2012  |
| Гроза Ежевичной Звезды   | 26 августа 2014 |

### Серия «Странники»
Цикл «Странники»
| Книга             | Цикл               | Год  |
| ----------------- | ------------------ | ---- |
| Медвежье озеро    | Странники          | 2008 |
| Последняя глушь   | Странники          | 2009 |
| Духи звёзд        | Странники          | 2011 |
| Island Of Shadows | Return to the Wild | 2011 |
| The Melting Sea   | Return to the Wild | 2012 |
| Forest Of Wolves  | Return to the Wild | 2014 |

### Романы
| Роман               | Год  |
| ------------------- | ---- |
| Drew’s Talents      | 1997 |
| Mutiny in Space     | 1997 |
| Exiled from Camelot | 2000 |
| The Reliquary Ring  | 2002 |
| The Roses of Roazon | 2004 |